# Isla Cabritos
La isla Cabritos es una isla perteneciente a la República Dominicana. Se encuentra enclavada dentro del lago Enriquillo al suroeste del país entre las provincias Independencia y Bahoruco. Cerca de la Isla Cabritos, también se encontraban dos islotes más: Barbarita y la Islita. Pero los dos islotes han quedado sumergidos, debido a la crecida  del lago durante los últimos años.

## Historia
La isla Cabritos era llamada por los indígenas como Guarizacca. Cuando la sublevación de Enriquillo, fue el escondite del cacique, esta isla fue el refugio perfecto y centro de aprovisionamiento por Enriquillo y sus seguidores.
Según los historiadores, la isla Cabritos fue descubierta por los españoles durante la rebelión o sublevación de Enriquillo en 1519. Los españoles tiempo después se apoderaron de ella por mucho tiempo; pero durante la dominación haitiana 1822-1844, la isla Cabritos y algunos terrenos vecinos, incluyendo la isla Barbarita y la Islita, fueron concedida a una familia francesa. Durante la Primera República, ya la isla pertenecía al país.
En 1974, durante el gobierno del Dr. Joaquín Balaguer, se dispuso que esta fuera una parque ecoturístico, y así fue, se creó el Parque Nacional Isla Cabritos, mediante la Ley 664, la cual estipulaba que fuera de protección de todo el cuerpo de agua del lago Enriquillo y sus alrededores, incluyendo las zonas pantanosas, cuyos humedales son de gran importancia ecológica para el país.
Tiempo después se hace una corrección y se establece el Parque Nacional Lago Enriquillo e Isla Cabritos, a través del Decreto 233-96, el cual fue asumido bajo la Ley n.º 64-00, la cual fue creada por la Secretaría de Estado de Medio Ambiente y Recursos Naturales.
El Parque Nacional Lago Enriquillo e Isla Cabritos, junto a los parques Jaragua y Sierra de Bahoruco, constituyen las Zonas Núcleos de la Reserva de Biosfera Jaragua-Bahoruco-Enriquillo, la cual fue aprobada por la Unesco (Organización de las Naciones Unidas para la Educación, la Ciencia y la Cultura), el 6 de noviembre de 2002. Además, junto al lago Enriquillo, fue declarada como Sitio Modelo de la Convención para la Conservación de los Humedales (RAMSAR), de la cual el país es signatario.

## Característica de la isla Cabritos
La isla Cabritos, presenta una extensión de 24 kilómetros cuadrados. Mide en su lado más ancho 2,5 km de longitud y su parte más larga 12 km. Tiene una altitud aproximadamente de casi 40 metros bajo el nivel del mar, y en algunas de sus zonas solo 4 metros.
Se encuentra ubicada dentro del lago Enriquillo, al suroeste del país, en el Valle de Neiba, entre las provincias Independencia y Bahoruco. Presenta un paisaje bellísimo y exuberante con la Sierra de Neiba y la Sierra de Bahoruco, las cuales sobrepasan los 2000 metros de altura sobre el nivel del mar.
Todas las costas de la isla Cabritos terminan en playas, donde no se encuentran vestigios de arrecifes, pero hay otras que si los hay. Sus suelos están formados por depósitos lacustres marinos, básicamente arcillas calcáreas impermeables.

## Fauna
La fauna de la isla Cabritos está representada principalmente por aves y reptiles. De estos últimos existen alrededor de ocho especies endémicas y el cocodrilo americano (Crocodylus acutus), cuya población en el área es una de las mayores del mundo en estado silvestre. También se destacan las presencias de las iguanas, de las cuales existen dos especies, que son: Iguana Rinoceronte (Cyclura cornuta) y la Iguana de Ricord (Cyclura ricordi). Tanto el cocodrilo como la iguana están en peligro de extinción.
La avifauna de la isla Cabritos y el lago Enriquillo, es muy variable, específicamente en las orillas del lago. Según reporte, se han identificado alrededor de 134 especies y subespecies de aves residentes y migratorias, de las cuales 5 son acuáticas y 16 de orilla. Entre ellas se pueden encontrar:
- Flamenco (Phoenicopterus ruber).
- Garza Ceniza (Ardea heridias).
- Garza Pechiblanco (Hydranassa tricolor).
- Rey Congo (Nycticorax nycticorax).
- Martinetico (Ixobrychus exilis).
- Coco Oscuro (Plegadis falcinellus).
- Gallereta Azul (Porphyrula martinica).
- Cucú (Athene cunicularia).
- Cuchareta (Ajaia ajaja).
- Cotorra (Amazona ventralis).
- Paloma Coronita (Columba leucocephala).
- Querebebé (Chordeiles gundlachii).
- Madam Sagá (Ploceus cucullatus).

## Flora
La vegetación de toda el área de la isla Cabritos y el Lago Enriquillo está protegida por leyes de Medio Ambiente, además está constituida por especies de las zonas de vida de Bosque seco subtropical y Monte espinoso subtropical, siendo este el único bosque xerofítico que existe bajo el nivel del mar en el continente americano.
En la isla Cabritos se encuentras diversas especies vegetales endémicas, entre las cuales se pueden encontrar:
- Guasábara (Opuntia caribaea).
- Cayuco (Cereus hexogonus).
- Alpargata (Consolea moniliformis).
- Caguey (Neoabottia paniculata).
- Pitahaya (Harrisia spp.).
- Guayacán (Guaiacum officinale).
- Saona (ziziphus rignoni).
- Roble (Catalpa longissima).
- Bayahonda (Prosopis juliflora).

## Clima de la isla Cabritos
El clima de la isla Cabritos varía mucho, dependiendo de la estación del año en la que se encuentre, en verano es sumamente cálido, superando los 40°, pero en invierno cambia mucho, ya que puede ser fría o muy húmeda; también varía según la zona, ya sea llana o montañosa. La temperatura promedio de este lugar fluctúa entre los 28 °C y los 50 °C. La precipitación media anual es de unos 793 milímetros
| Parámetros climáticos promedio de Cabritos | Parámetros climáticos promedio de Cabritos | Parámetros climáticos promedio de Cabritos | Parámetros climáticos promedio de Cabritos | Parámetros climáticos promedio de Cabritos | Parámetros climáticos promedio de Cabritos | Parámetros climáticos promedio de Cabritos | Parámetros climáticos promedio de Cabritos | Parámetros climáticos promedio de Cabritos | Parámetros climáticos promedio de Cabritos | Parámetros climáticos promedio de Cabritos | Parámetros climáticos promedio de Cabritos | Parámetros climáticos promedio de Cabritos | Parámetros climáticos promedio de Cabritos |
| Mes                                        | Ene.                                       | Feb.                                       | Mar.                                       | Abr.                                       | May.                                       | Jun.                                       | Jul.                                       | Ago.                                       | Sep.                                       | Oct.                                       | Nov.                                       | Dic.                                       | Anual                                      |
| ------------------------------------------ | ------------------------------------------ | ------------------------------------------ | ------------------------------------------ | ------------------------------------------ | ------------------------------------------ | ------------------------------------------ | ------------------------------------------ | ------------------------------------------ | ------------------------------------------ | ------------------------------------------ | ------------------------------------------ | ------------------------------------------ | ------------------------------------------ |
| Temp. máx. media (°C)                      | 27.0                                       | 28.1                                       | 32.6                                       | 36.1                                       | 39.9                                       | 43.3                                       | 47.2                                       | 45.0                                       | 38.9                                       | 36.0                                       | 32.6                                       | 27.6                                       | 36.2                                       |
| Temp. media (°C)                           | 19.5                                       | 21.0                                       | 23.8                                       | 26.9                                       | 29.7                                       | 34.1                                       | 37.3                                       | 36.0                                       | 29.6                                       | 23.6                                       | 23.6                                       | 20.8                                       | 27.2                                       |
| Temp. mín. media (°C)                      | 13.1                                       | 13.6                                       | 16.9                                       | 17.8                                       | 22.7                                       | 26.2                                       | 27.1                                       | 24.2                                       | 19.0                                       | 16.0                                       | 15.2                                       | 14.1                                       | 18.8                                       |
| Precipitación total (mm)                   | 156                                        | 149                                        | 99                                         | 43                                         | 36                                         | 13                                         | 15                                         | 16                                         | 39                                         | 50                                         | 71                                         | 106                                        | 793                                        |
| [cita requerida]                           |                                            |                                            |                                            |                                            |                                            |                                            |                                            |                                            |                                            |                                            |                                            |                                            |                                            |